# Росскопф, Джои
Джои Росскопф (англ. Joey Rosskopf, род. 5 сентября 1989 в Декейтере, Джорджия, США) — американский профессиональный шоссейный велогонщик, выступающий с 2019 года за команду мирового тура «CCC Team». Двукратный Чемпион США в индивидуальной гонке.

## Достижения
2011
2-й Тур Руанды
4-й на этап
2012
4-й Тур Баттенкила
9-й Классика Новой Зелендии
2013
1-й  Париж — Аррас Тур
1-й этап
Тур Боса
4-й этап (ИГ)
3-й Флеш дю Сюд
3-й Чемпионат Филадельфии
2014
1-й  Классика Редлендса
5-й этап
Тур Юты
 Молодежная классификация
Чемпионат Панамерики
2-й  Индивидуальная гонка
2-й  Групповая гонка
6-й Про Сайклинг Челлендж
2016
1-й  Тур Лимузена
1-й этап
Энеко Тур
1-й этап (КГ)
Чемпионате мира
2-й  Командная гонка
6-й Тур Юты
10-й Кубок Японии
2017
1-й  Чемпионат США в Индивидуальной гонке
Вуэльта Каталонии
2-й этап (КГ)
10-й Тур Йоркшира
2018
1-й  Чемпионат США в Индивидуальной гонке

## Статистика выступлений

### Гранд-туры
| Гонка           | 2015 | 2016 | 2017 | 2018 | 2019 |
| --------------- | ---- | ---- | ---- | ---- | ---- |
| Джиро д'Италия  | —    | 85   | 70   | —    | —    |
| Тур де Франс    | —    | —    | —    | —    | 73   |
| Вуэльта Испании | 124  | —    | —    | 81   | —    |

| — | Не участвовал |